# 汉斯·恩斯特·奥古斯特·比希纳
汉斯·恩斯特·奥古斯特·比希纳（德語：Hans Ernst August Buchner，1850年12月16日—1902年4月5日）是一位德国细菌学家，生长于慕尼黑，是1907年诺贝尔化学奖得主爱德华·比希纳（1860–1917）的哥哥。
他生于德国慕尼黑市，曾就读于慕尼黑大学和莱比锡大学。1874年获医学博士学位后在巴伐利亚军队中任外科医生。1880年起在慕尼黑大学任教。1886—1890年期间广泛研究免疫学，发现血液中所固有的天然杀菌物质——补体，并对球蛋白进行最早的研究，还发明一些研究厌氧菌的方法。著有《结核病的病原、治疗与预防》（1883）和一本关于免疫学的著作（1892）。